# اهرنویول
اهرنویول (به آلمانی: Ahrenviöl) یک شهر در آلمان است که در شلسویگ-هولشتاین واقع شده‌است.

## خصوصیات
اهرنویول ۱۰٫۱۱ کیلومترمربع مساحت دارد ۲۴ متر بالاتر از سطح دریا واقع شده‌است.